# Kortstaartschoffelsnavel
De kortstaartschoffelsnavel (Todirostrum viridanum) is een zangvogel uit de familie Tyrannidae (tirannen).

## Verspreiding en leefgebied
Deze soort is endemisch in noordwestelijk Venezuela. Het is een vogel van droge gebieden met doornig struikgewas en loofbos in laagland tot op 200 m boven zeeniveau.

## Status
De grootte van de wereldpopulatie is niet gekwantificeerd. De soort gaat in aantal achteruit omdat het leefgebied krimpt en wordt aangetast door de aanleg van toeristische voorzieningen en overbeweiding. Tussen de 2004 en 2016 stond de vogel daarom als gevoelig op op de Rode Lijst van de IUCN. Binnen geschikt leefgebied is de vogel nog zeer algemeen en het tempo van achteruitgang ligt onder de 30% in tien jaar (minder dan 3,5% per jaar). Om deze redenen geldt de vogel als niet bedreigd.